# Kai Møller (politiker)
Kai Bisgaard Anker Møller, född den 22 maj 1859 i Halden, död den 22 september 1940 i Haklden, var en norsk godsägare, organisationsman och politiker, gift med Katti Anker Møller och far till Tove Mohr.
Møller tog examen vid Den høiere landbrugsskole i Ås 1880. 1885 övertog han Thorsø herregård i Torsnes, som hade varit i släktens ägo sedan 1818. Mest känd är han för sin verksamhet i Det Kongelige Selskap for Norges Vel, där han var preses mellan 1906 och 1922. Han var huvudgrundare av Felleskjøpet och var med om att grunda Bøndernes Bank och Bøndernes Hus i Oslo. Han var ordförande i Torsnes i flera år, och stortingsrepresentant för Venstre mellan 1900 och 1903.
En minnessten, utförd av Sigurd Nome, avtäcktes vid Sannesund 1960.